# Danh sách tiểu hành tinh: 25401–25500
| Tên                 | Tên đầu tiên | Ngày phát hiện       | Nơi phát hiện                      | Người phát hiện                                  |
| ------------------- | ------------ | -------------------- | ---------------------------------- | ------------------------------------------------ |
| 25401 -             | 1999 VY24    | 13 tháng 11 năm 1999 | Oizumi                             | T. Kobayashi                                     |
| 25402 Angelanorse   | 1999 VA27    | 3 tháng 11 năm 1999  | Socorro                            | LINEAR                                           |
| 25403 Carlapiazza   | 1999 VE31    | 3 tháng 11 năm 1999  | Socorro                            | LINEAR                                           |
| 25404 Shansample    | 1999 VU31    | 3 tháng 11 năm 1999  | Socorro                            | LINEAR                                           |
| 25405 Jeffwidder    | 1999 VM32    | 3 tháng 11 năm 1999  | Socorro                            | LINEAR                                           |
| 25406 Debwysocki    | 1999 VR32    | 3 tháng 11 năm 1999  | Socorro                            | LINEAR                                           |
| 25407 -             | 1999 VM34    | 3 tháng 11 năm 1999  | Socorro                            | LINEAR                                           |
| 25408 -             | 1999 VB35    | 3 tháng 11 năm 1999  | Socorro                            | LINEAR                                           |
| 25409 -             | 1999 VD36    | 3 tháng 11 năm 1999  | Socorro                            | LINEAR                                           |
| 25410 Abejar        | 1999 VG36    | 3 tháng 11 năm 1999  | Socorro                            | LINEAR                                           |
| 25411 -             | 1999 VM37    | 3 tháng 11 năm 1999  | Socorro                            | LINEAR                                           |
| 25412 Arbesfeld     | 1999 VZ38    | 10 tháng 11 năm 1999 | Socorro                            | LINEAR                                           |
| 25413 Dorischen     | 1999 VE39    | 10 tháng 11 năm 1999 | Socorro                            | LINEAR                                           |
| 25414 Cherkassky    | 1999 VH48    | 3 tháng 11 năm 1999  | Socorro                            | LINEAR                                           |
| 25415 Jocelyn       | 1999 VL53    | 3 tháng 11 năm 1999  | Socorro                            | LINEAR                                           |
| 25416 Chyanwen      | 1999 VY58    | 4 tháng 11 năm 1999  | Socorro                            | LINEAR                                           |
| 25417 Coquillette   | 1999 VZ65    | 4 tháng 11 năm 1999  | Socorro                            | LINEAR                                           |
| 25418 Deshmukh      | 1999 VG66    | 4 tháng 11 năm 1999  | Socorro                            | LINEAR                                           |
| 25419               | 1999 VC72    | 11 tháng 11 năm 1999 | Xinglong                           | Chương trình tiểu hành tinh Bắc Kinh Schmidt CCD |
| 25420 -             | 1999 VN81    | 5 tháng 11 năm 1999  | Socorro                            | LINEAR                                           |
| 25421 Gafaran       | 1999 VL86    | 5 tháng 11 năm 1999  | Socorro                            | LINEAR                                           |
| 25422 Abigreene     | 1999 VL111   | 9 tháng 11 năm 1999  | Socorro                            | LINEAR                                           |
| 25423 -             | 1999 VS127   | 9 tháng 11 năm 1999  | Kitt Peak                          | Spacewatch                                       |
| 25424 Gunasekaran   | 1999 VQ158   | 14 tháng 11 năm 1999 | Socorro                            | LINEAR                                           |
| 25425 Chelsealynn   | 1999 VR169   | 14 tháng 11 năm 1999 | Socorro                            | LINEAR                                           |
| 25426 Alexanderkim  | 1999 VU169   | 14 tháng 11 năm 1999 | Socorro                            | LINEAR                                           |
| 25427 Kratchmarov   | 1999 VP170   | 14 tháng 11 năm 1999 | Socorro                            | LINEAR                                           |
| 25428 Lakhanpal     | 1999 VM172   | 14 tháng 11 năm 1999 | Socorro                            | LINEAR                                           |
| 25429 -             | 1999 VM187   | 15 tháng 11 năm 1999 | Socorro                            | LINEAR                                           |
| 25430 Ericlarson    | 1999 VT189   | 15 tháng 11 năm 1999 | Socorro                            | LINEAR                                           |
| 25431 -             | 1999 VW194   | 2 tháng 11 năm 1999  | Catalina                           | CSS                                              |
| 25432 Josepherli    | 1999 VG225   | 5 tháng 11 năm 1999  | Socorro                            | LINEAR                                           |
| 25433 -             | 1999 WM2     | 16 tháng 11 năm 1999 | Đài thiên văn Zvjezdarnica Višnjan | K. Korlević                                      |
| 25434 -             | 1999 WS2     | 29 tháng 11 năm 1999 | Kleť                               | Kleť                                             |
| 25435 -             | 1999 WX3     | 28 tháng 11 năm 1999 | Oizumi                             | T. Kobayashi                                     |
| 25436 -             | 1999 WE4     | 28 tháng 11 năm 1999 | Oizumi                             | T. Kobayashi                                     |
| 25437 -             | 1999 WP4     | 28 tháng 11 năm 1999 | Oizumi                             | T. Kobayashi                                     |
| 25438 -             | 1999 WY5     | 30 tháng 11 năm 1999 | Socorro                            | LINEAR                                           |
| 25439 -             | 1999 WV6     | 28 tháng 11 năm 1999 | Đài thiên văn Zvjezdarnica Višnjan | K. Korlević                                      |
| 25440 -             | 1999 WR7     | 28 tháng 11 năm 1999 | Višnjan Observatory                | K. Korlević                                      |
| 25441 -             | 1999 WG8     | 28 tháng 11 năm 1999 | Kvistaberg                         | Uppsala-DLR Asteroid Survey                      |
| 25442 -             | 1999 WQ9     | 30 tháng 11 năm 1999 | Oizumi                             | T. Kobayashi                                     |
| 25443 -             | 1999 WC10    | 30 tháng 11 năm 1999 | Oizumi                             | T. Kobayashi                                     |
| 25444 -             | 1999 WL13    | 29 tháng 11 năm 1999 | Đài thiên văn Zvjezdarnica Višnjan | K. Korlević                                      |
| 25445 -             | 1999 XK1     | 2 tháng 12 năm 1999  | Oizumi                             | T. Kobayashi                                     |
| 25446 -             | 1999 XF2     | 4 tháng 12 năm 1999  | Gekko                              | T. Kagawa                                        |
| 25447 -             | 1999 XE4     | 4 tháng 12 năm 1999  | Catalina                           | CSS                                              |
| 25448 -             | 1999 XJ4     | 4 tháng 12 năm 1999  | Catalina                           | CSS                                              |
| 25449 -             | 1999 XN6     | 4 tháng 12 năm 1999  | Catalina                           | CSS                                              |
| 25450 -             | 1999 XQ7     | 4 tháng 12 năm 1999  | Fountain Hills                     | C. W. Juels                                      |
| 25451 -             | 1999 XC8     | 3 tháng 12 năm 1999  | Oizumi                             | T. Kobayashi                                     |
| 25452 -             | 1999 XS10    | 5 tháng 12 năm 1999  | Catalina                           | CSS                                              |
| 25453 -             | 1999 XU11    | 6 tháng 12 năm 1999  | Catalina                           | CSS                                              |
| 25454 -             | 1999 XN12    | 5 tháng 12 năm 1999  | Socorro                            | LINEAR                                           |
| 25455 Anissamak     | 1999 XP12    | 5 tháng 12 năm 1999  | Socorro                            | LINEAR                                           |
| 25456 Caitlinmann   | 1999 XQ12    | 5 tháng 12 năm 1999  | Socorro                            | LINEAR                                           |
| 25457 Mariannamao   | 1999 XH13    | 5 tháng 12 năm 1999  | Socorro                            | LINEAR                                           |
| 25458 -             | 1999 XT13    | 5 tháng 12 năm 1999  | Socorro                            | LINEAR                                           |
| 25459 -             | 1999 XL14    | 5 tháng 12 năm 1999  | Socorro                            | LINEAR                                           |
| 25460 -             | 1999 XX15    | 6 tháng 12 năm 1999  | Đài thiên văn Zvjezdarnica Višnjan | K. Korlević                                      |
| 25461 -             | 1999 XR18    | 3 tháng 12 năm 1999  | Socorro                            | LINEAR                                           |
| 25462 Haydenmetsky  | 1999 XV18    | 3 tháng 12 năm 1999  | Socorro                            | LINEAR                                           |
| 25463 -             | 1999 XJ21    | 5 tháng 12 năm 1999  | Socorro                            | LINEAR                                           |
| 25464 Maxrabinovich | 1999 XA24    | 6 tháng 12 năm 1999  | Socorro                            | LINEAR                                           |
| 25465 Rajagopalan   | 1999 XT25    | 6 tháng 12 năm 1999  | Socorro                            | LINEAR                                           |
| 25466 -             | 1999 XG31    | 6 tháng 12 năm 1999  | Socorro                            | LINEAR                                           |
| 25467 -             | 1999 XV32    | 6 tháng 12 năm 1999  | Socorro                            | LINEAR                                           |
| 25468 Ramakrishna   | 1999 XS33    | 6 tháng 12 năm 1999  | Socorro                            | LINEAR                                           |
| 25469 Ransohoff     | 1999 XC34    | 6 tháng 12 năm 1999  | Socorro                            | LINEAR                                           |
| 25470 -             | 1999 XW35    | 6 tháng 12 năm 1999  | Ametlla de Mar                     | J. Nomen                                         |
| 25471 -             | 1999 XZ35    | 6 tháng 12 năm 1999  | Oizumi                             | T. Kobayashi                                     |
| 25472 Joanoro       | 1999 XL36    | 6 tháng 12 năm 1999  | Ametlla de Mar                     | J. Nomen                                         |
| 25473 -             | 1999 XJ38    | 3 tháng 12 năm 1999  | Uenohara                           | N. Kawasato                                      |
| 25474 -             | 1999 XO38    | 8 tháng 12 năm 1999  | Socorro                            | LINEAR                                           |
| 25475 Lizrao        | 1999 XY40    | 7 tháng 12 năm 1999  | Socorro                            | LINEAR                                           |
| 25476 Sealfon       | 1999 XU42    | 7 tháng 12 năm 1999  | Socorro                            | LINEAR                                           |
| 25477 Preyashah     | 1999 XC44    | 7 tháng 12 năm 1999  | Socorro                            | LINEAR                                           |
| 25478 Shrock        | 1999 XR45    | 7 tháng 12 năm 1999  | Socorro                            | LINEAR                                           |
| 25479 Ericshyu      | 1999 XD54    | 7 tháng 12 năm 1999  | Socorro                            | LINEAR                                           |
| 25480 -             | 1999 XB67    | 7 tháng 12 năm 1999  | Socorro                            | LINEAR                                           |
| 25481 Willjaysun    | 1999 XU68    | 7 tháng 12 năm 1999  | Socorro                            | LINEAR                                           |
| 25482 Tallapragada  | 1999 XM72    | 7 tháng 12 năm 1999  | Socorro                            | LINEAR                                           |
| 25483 Trusheim      | 1999 XF74    | 7 tháng 12 năm 1999  | Socorro                            | LINEAR                                           |
| 25484 -             | 1999 XL75    | 7 tháng 12 năm 1999  | Socorro                            | LINEAR                                           |
| 25485 -             | 1999 XY75    | 7 tháng 12 năm 1999  | Socorro                            | LINEAR                                           |
| 25486 Michaelwham   | 1999 XF81    | 7 tháng 12 năm 1999  | Socorro                            | LINEAR                                           |
| 25487 -             | 1999 XU82    | 7 tháng 12 năm 1999  | Socorro                            | LINEAR                                           |
| 25488 Figueiredo    | 1999 XD83    | 7 tháng 12 năm 1999  | Socorro                            | LINEAR                                           |
| 25489 -             | 1999 XN83    | 7 tháng 12 năm 1999  | Socorro                            | LINEAR                                           |
| 25490 Kevinkelly    | 1999 XN84    | 7 tháng 12 năm 1999  | Socorro                            | LINEAR                                           |
| 25491 Meador        | 1999 XS84    | 7 tháng 12 năm 1999  | Socorro                            | LINEAR                                           |
| 25492 Firnberg      | 1999 XF85    | 7 tháng 12 năm 1999  | Socorro                            | LINEAR                                           |
| 25493 -             | 1999 XG85    | 7 tháng 12 năm 1999  | Socorro                            | LINEAR                                           |
| 25494 -             | 1999 XV86    | 7 tháng 12 năm 1999  | Socorro                            | LINEAR                                           |
| 25495 Michaelroddy  | 1999 XW86    | 7 tháng 12 năm 1999  | Socorro                            | LINEAR                                           |
| 25496 -             | 1999 XY86    | 7 tháng 12 năm 1999  | Socorro                            | LINEAR                                           |
| 25497 Brauerman     | 1999 XV87    | 7 tháng 12 năm 1999  | Socorro                            | LINEAR                                           |
| 25498 -             | 1999 XJ88    | 7 tháng 12 năm 1999  | Socorro                            | LINEAR                                           |
| 25499 -             | 1999 XR88    | 7 tháng 12 năm 1999  | Socorro                            | LINEAR                                           |
| 25500 -             | 1999 XF91    | 7 tháng 12 năm 1999  | Socorro                            | LINEAR                                           |